# Torres 2022-2023
Questa voce raccoglie le informazioni riguardanti la Torres nelle competizioni ufficiali della stagione 2022-2023.

## Stagione
Nella stagione 2022-2023 la Torres disputa il girone B del campionato di Serie C, raccoglie 41 punti che valgono il quindicesimo posto finale, tre punti sopra la zona Play-off. Nella Coppa Italia di Serie C rossoblù subito eliminati nel primo turno (2-1) nel derby sardo con l'Olbia.

## Divise e sponsor
Le divise per la seconda stagione consecutiva sono state autoprodotte dalla società sassarese con il private label dell'azienda Abinsula, proprietaria del club, FootureLab, mentre per quanto riguarda il materiale di rappresentanza e di allenamento è prodotto da Puma e acquistato tramite fornitore terzo.
La maglia casalinga è come da tradizione rossa e blu, ma rispetto al campionato precedente la suddivisione non è più a quarti bensì le maniche sono del colore adiacente alla rispettiva metà del torso, mentre il colletto a V e i bordi delle maniche sono di colore bianco. I pantaloncini sono blu con un risvolto terminale rosso, mentre i calzettoni sono interamente blu.
La maglia da trasferta è bianca e presenta una banda rossoblu centrale sul petto con al sui interno lo stemma societario. La manica destra è rossa mentre la manica sinistra è blu, entrambe con un risvolto bianco. I pantaloncini sono bianchi con un risvolto rossoblu e i calzettoni interamente bianchi.
Per i portieri sono state presentate due versioni, una interamente gialla e una nera con risvolti bianchi. Tutte le divise presentano ogni stampa con la tecnica della sublimazione.
| Casa | Trasferta | Terza |

## Rosa
Rosa e numerazione aggiornati al 1º febbraio 2023.
| N. |                           | Ruolo | Calciatore                  |
| -- | ------------------------- | ----- | --------------------------- |
| 1  | Italia (bandiera)         | P     | Pierpaolo Garau             |
| 4  | Italia (bandiera)         | D     | Lorenzo Ferrante            |
| 5  | Italia (bandiera)         | D     | Paolo Dametto               |
| 6  | Italia (bandiera)         | C     | Mattia Lombardo             |
| 7  | Italia (bandiera)         | D     | Matteo Liviero              |
| 8  | Italia (bandiera)         | C     | Alessandro Masala           |
| 9  | Italia (bandiera)         | A     | Luigi Scotto                |
| 10 | Italia (bandiera)         | A     | Francesco Ruocco            |
| 11 | Costa d'Avorio (bandiera) | A     | Adama Diakite               |
| 12 | Italia (bandiera)         | P     | Werther Carboni             |
| 17 | Italia (bandiera)         | C     | Francesco Urso              |
| 19 | Italia (bandiera)         | C     | Samuele Pinna               |
| 20 | Italia (bandiera)         | A     | Davide Luppi                |
| 21 | Italia (bandiera)         | A     | Giancarlo Lisai             |
| 22 | Italia (bandiera)         | P     | Alessio Salvato             |
| 23 | Italia (bandiera)         | D     | Nicolò Antonelli (capitano) |
| 24 | Marocco (bandiera)        | A     | Mohamed Ayman Sanat         |

| N. |                    | Ruolo | Calciatore          |
| -- | ------------------ | ----- | ------------------- |
| 25 | Italia (bandiera)  | D     | Jonas Heinz         |
| 27 | Italia (bandiera)  | C     | Filippo Lora        |
| 28 | Italia (bandiera)  | C     | Massimo Tesio       |
| 30 | Italia (bandiera)  | C     | Angelo Bonavolontà  |
| 32 | Italia (bandiera)  | D     | Cristian Fabriani   |
| 33 | Italia (bandiera)  | D     | Riccardo Pinna      |
| 34 | Romania (bandiera) | C     | Sergiu Suciu        |
| 38 | Italia (bandiera)  | D     | Alessio Girgi       |
| 44 | Italia (bandiera)  | D     | Marco Carminati     |
| 70 | Italia (bandiera)  | C     | Edoardo Saporiti    |
| 72 | Italia (bandiera)  | C     | Federico Gianola    |
| 75 | Camerun (bandiera) | C     | Franck Teyou        |
| 77 | Italia (bandiera)  | A     | Bob Murphy Omoregbe |
| 78 | Italia (bandiera)  | A     | Jonathan Campagna   |
| 90 | Italia (bandiera)  | A     | Stefano Scappini    |
| 99 | Italia (bandiera)  | A     | Simone Sorgente     |

Note:
1. 1 2 3 4  Acquistato nella sessione invernale di calciomercato.
2. 1 2 3 4  Ceduto nella sessione invernale di calciomercato.

## Organigramma societario
Organigramma aggiornato al 18 agosto 2022.
Area direttiva
- Presidente: Stefano Udassi

Area organizzativa
- Direttore Sportivo: Andrea Colombino
- Team Manager: Lello Mela
- Direttore area tecnica: Alessandro Gadau
- Responsabili Settore Giovanile: Mario Desole, Pietro Salis
- Responsabile Scuola Calcio: Alessandro Forci

Area tecnica
- Allenatore: Alfonso Greco (dal 01/07 al 27/12/2022 e dal 19/03/2023)[6][7][8], Stefano Sottili (dal 29/12/2022 al 19/03/2023)[9][10]
- Vice allenatore: Alessandro Frau (dal 01/07 al 27/12/2022 e dal 19/03/2023), Antonio Niccolai (dal 02/01 al 19/03/2023)[11][7]
- Preparatore dei portieri: Salvatore Pinna
- Collaboratore tecnico: Mario Pompili
- Preparatori atletici: Alessandro Cozzula, Diego Mingioni
- Fisioterapisti: Ugo D’Alessandro, Mario Dettori, Davide Polisino

## Calciomercato

### Sessione estiva(dall'1/7 all'1/9)
| Acquisti         | Acquisti            | Acquisti      | Acquisti      |
| R.               | Nome                | da            | Modalità      |
| ---------------- | ------------------- | ------------- | ------------- |
| P                | Werther Carboni     | Latte Dolce   | fine prestito |
| D                | Marco Carminati     | Giana Erminio | definitivo    |
| D                | Alessio Girgi       | Atalanta      | prestito      |
| D                | Jonas Heinz         | Südtirol      | prestito      |
| D                | Matteo Liviero      | Imolese       | definitivo    |
| C                | Angelo Bonavolontà  | Paganese      | definitivo    |
| C                | Federico Gianola    | Bellinzona    | definitivo    |
| C                | Mattia Lombardo     | Teramo        | definitivo    |
| C                | Filippo Lora        | Lecco         | definitivo    |
| C                | Sergiu Suciu        | Pistoiese     | definitivo    |
| C                | Franck Teyou        | Cosenza       | prestito      |
| A                | Jonathan Campagna   | SPAL          | prestito      |
| A                | Davide Luppi        |               | definitivo    |
| A                | Mohamed Ayman Sanat | Lentigione    | definitivo    |
| A                | Simone Sorgente     | Cassino       | definitivo    |
| Altre operazioni |                     |               |               |
| R.               | Nome                | da            | Modalità      |
| D                | Antonino Piriottu   | Tempio        | fine prestito |
| A                | Alessio Virdis      | Ossese        | fine prestito |

| Cessioni         | Cessioni            | Cessioni  | Cessioni      |
| R.               | Nome                | a         | Modalità      |
| ---------------- | ------------------- | --------- | ------------- |
| D                | Alessandro Gurini   | Ascoli    | fine prestito |
| D                | Alessandro Mignogna | Crotone   | fine prestito |
| D                | Luis Mukaj          | Genoa     | fine prestito |
| C                | Giacomo Demartis    | Ossese    | definitivo    |
| C                | Kalifa Kujabi       | Frosinone | definitivo    |
| C                | Jacopo Turchet      | Genoa     | fine prestito |
| A                | Daniele Bianchi     |           | fine carriera |
| A                | Edgar Çani          |           | svincolato    |
| A                | Davide Sabatini     | Frascati  | definitivo    |
| Altre operazioni |                     |           |               |
| R.               | Nome                | a         | Modalità      |
| D                | Antonino Piriottu   |           | svincolato    |
| C                | Alessio Virdis      | Iglesias  | definitivo    |

### Sessione invernale(dal 1/1 al 31/1)
| Acquisti | Acquisti            | Acquisti       | Acquisti   |
| R.       | Nome                | da             | Modalità   |
| -------- | ------------------- | -------------- | ---------- |
| D        | Cristian Fabriani   | Fidelis Andria | definitivo |
| C        | Edoardo Saporiti    | Modena         | prestito   |
| C        | Francesco Urso      |                | definitivo |
| A        | Bob Murphy Omoregbe | Milan          | prestito   |

| Cessioni | Cessioni        | Cessioni     | Cessioni   |
| R.       | Nome            | a            | Modalità   |
| -------- | --------------- | ------------ | ---------- |
| C        | Samuele Pinna   | Atletico Uri | definitivo |
| C        | Sergiu Suciu    | Trento       | definitivo |
| A        | Davide Luppi    | Piacenza     | prestito   |
| A        | Simone Sorgente | Montevarchi  | definitivo |

### Operazioni esterne alle sessioni
| Acquisti | Acquisti         | Acquisti | Acquisti          | Acquisti   |
| R.       | Nome             | da       | Data              | Modalità   |
| -------- | ---------------- | -------- | ----------------- | ---------- |
| A        | Stefano Scappini |          | 22 settembre 2022 | svincolato |

| Cessioni | Cessioni | Cessioni | Cessioni | Cessioni |
| R.       | Nome     | a        | Data     | Modalità |
| -------- | -------- | -------- | -------- | -------- |

## Risultati

### Serie C

#### Girone di andata
| Arbitro: | Lovison (Padova) |

|             |           |  |
| Tascone 37’ | Marcatori |  |

| Arbitro: | Longo (Cuneo) |

|           |           |                |
| Ruocco 5’ | Marcatori | 18’, 64’ Russo |

| Arbitro: | Centi (Terni) |

|            |           |            |
| Ruocco 63’ | Marcatori | 90+4’ Udoh |

| Sassari 18 settembre 2022, ore 14:30 CEST 4ª giornata | Torres             | 0 – 0 referto | Imolese | Stadio Vanni Sanna (3 526 spett.)\| Arbitro: \| Gauzolino (Torino) \| |
| Arbitro:                                              | Gauzolino (Torino) |               |         |                                                                       |

| Arbitro: | Burlando (Genova) |

|  |           |                       |
|  | Marcatori | 35’ Ruocco 39’ Masala |

| Arbitro: | Ceriello (Chiari) |

|                            |           |                         |
| Diakite 51’ Scappini 90+7’ | Marcatori | 11’ Provazza 59’ Fedato |

| Lucca 9 ottobre 2022, ore 17:30 CEST 7ª giornata | Lucchese            | 0 – 0 referto | Torres | Stadio Porta Elisa (1 417 spett.)\| Arbitro: \| Gigliotti (Cosenza) \| |
| Arbitro:                                         | Gigliotti (Cosenza) |               |        |                                                                        |

| Arbitro: | Giaccaglia (Jesi) |

|                        |           |  |
| Liviero 44’ Ruocco 50’ | Marcatori |  |

| Alessandria 19 ottobre 2022, ore 21:00 CEST 9ª giornata | Alessandria         | 0 – 0 referto | Torres | Stadio Giuseppe Moccagatta (1 029 spett.)\| Arbitro: \| Ramondino (Palermo) \| |
| Arbitro:                                                | Ramondino (Palermo) |               |        |                                                                                |

| Arbitro: | Tremolada (Monza) |

|              |           |             |
| Scappini 86’ | Marcatori | 95’ Ragatzu |

| Arbitro: | Sacchi (Macerata) |

|                |           |  |
| Nicastro 90+1’ | Marcatori |  |

| Arbitro: | Bozzetto (Bergamo) |

|                         |           |              |
| Scappini 29’ Masala 79’ | Marcatori | 57’ Giordani |

| Arbitro: | Madonia (Palermo) |

|            |           |             |
| Santini 7’ | Marcatori | 45+1’ Sanat |

| Arbitro: | Maggio (Lodi) |

|  |           |                             |
|  | Marcatori | 70’ Pellegrini 87’ Montalto |

| Arbitro: | Cerbasi (Arezzo) |

|              |           |              |
| Spagnoli 68’ | Marcatori | 30’ Scappini |

| Arbitro: | Emanuele (Pisa) |

|  |           |                 |
|  | Marcatori | 75’ Mastroianni |

| Arbitro: | Angelucci (Foligno) |

|  |           |              |
|  | Marcatori | 75’ Scappini |

| Sassari 10 dicembre 2022, ore 17:30 CET 18ª giornata | Torres             | 0 – 0 referto | Gubbio | Stadio Vanni Sanna (1 747 spett.)\| Arbitro: \| Bonacina (Bergamo) \| |
| Arbitro:                                             | Bonacina (Bergamo) |               |        |                                                                       |

| Arbitro: | Andreano (Prato) |

|            |           |  |
| Maggio 30’ | Marcatori |  |

#### Girone di ritorno
| Arbitro: | Lovison (Padova) |

|  |           |             |
|  | Marcatori | 37’ Tascone |

| Arbitro: | Zanotti (Rimini) |

|               |           |                                              |
| Marzierli 41’ | Marcatori | 24’ (rig.), 85’ Diakite 78’ (aut.) Marzierli |

| Arbitro: | Pascarella (Nocera Inferiore) |

|  |           |           |
|  | Marcatori | 58’ Adamo |

| Arbitro: | Canci (Carrara) |

|  |           |             |
|  | Marcatori | 58’ Diakite |

| Arbitro: | Gandino (Alessandria) |

|             |           |                    |
| Diakité 38’ | Marcatori | 89’ (aut.) Liviero |

| Arbitro: | Rispoli (Locri) |

|                            |           |                    |
| Bakayoko 39’ Gavazzi 90+2’ | Marcatori | 16’ (rig.) Diakité |

| Arbitro: | Djurdjevic (Trieste) |

|                     |           |            |
| Scappini 77’ (rig.) | Marcatori | 64’ Panico |

| Arbitro: | Gemelli (Messina) |

|                     |           |                           |
| Di Santo 34’, 90+1’ | Marcatori | 18’ Saporiti 75’ Scappini |

| Arbitro: | Canci (Carrara) |

|             |           |  |
| Diakite 15’ | Marcatori |  |

| Arbitro: | Arena (Torre del Greco) |

|                            |           |            |
| Ragatzu 27’, 85’ Nanni 34’ | Marcatori | 8’ Gianola |

| Arbitro: | Iannello (Messina) |

|  |           |              |
|  | Marcatori | 29’ Catanese |

| Arbitro: | Sacchi (Macerata) |

|             |           |  |
| Italeng 33’ | Marcatori |  |

| Arbitro: | Bozzetto (Bergamo) |

|             |           |  |
| Italeng 33’ | Marcatori |  |

| Arbitro: | Pascarella (Nocera Inferiore) |

|             |           |  |
| Kabashi 63’ | Marcatori |  |

| Arbitro: | Mirabella (Napoli) |

|              |           |                |
| Saporiti 57’ | Marcatori | 12’ Di Massimo |

| Arbitro: | Vergaro (Bari) |

|                   |           |                                              |
| Sereni 13’ (rig.) | Marcatori | 9’ Antonelli 61’ (rig.) Diakite 90+2’ Masala |

| Arbitro: | Diop (Treviglio) |

|             |           |              |
| Diakite 18’ | Marcatori | 39’ Bozhanaj |

| Arbitro: | Marotta (Sapri) |

|                         |           |                    |
| Diakite 11’ Lisai 90+1’ | Marcatori | 2’, 19’ Di Stefano |

| Arbitro: | Vogliacco (Bari) |

|              |           |                 |
| Saporiti 59’ | Marcatori | 83’ Fischnaller |

### Coppa Italia Serie C

#### Turni eliminatori
| Arbitro: | Ubaldi (Roma 1) |

|                         |           |              |
| Sueva 28’ Zanchetta 34’ | Marcatori | 10’ Scappini |

## Statistiche

### Statistiche di squadra
| Competizione         | Punti | In casa | In casa | In casa | In casa | In casa | In casa | In trasferta | In trasferta | In trasferta | In trasferta | In trasferta | In trasferta | Totale | Totale | Totale | Totale | Totale | Totale | D.R. |
| Competizione         | Punti | G       | V       | N       | P       | Gf      | Gs      | G            | V            | N            | P            | Gf           | Gs           | G      | V      | N      | P      | Gf     | Gs     | D.R. |
| -------------------- | ----- | ------- | ------- | ------- | ------- | ------- | ------- | ------------ | ------------ | ------------ | ------------ | ------------ | ------------ | ------ | ------ | ------ | ------ | ------ | ------ | ---- |
| Serie C              | 41    | 19      | 3       | 10      | 6       | 14      | 17      | 19           | 5            | 7            | 7            | 19           | 19           | 38     | 8      | 17     | 13     | 33     | 36     | -3   |
| Coppa Italia Serie C | -     | 0       | 0       | 0       | 0       | 0       | 0       | 1            | 0            | 0            | 1            | 1            | 2            | 1      | 0      | 0      | 1      | 1      | 2      | -1   |
| Totale               | 41    | 19      | 3       | 10      | 6       | 14      | 17      | 20           | 5            | 7            | 8            | 20           | 21           | 39     | 8      | 17     | 14     | 34     | 38     | -4   |

### Andamento in campionato
| Giornata  | 1  | 2  | 3  | 4  | 5  | 6  | 7  | 8  | 9  | 10 | 11 | 12 | 13 | 14 | 15 | 16 | 17 | 18 | 19 | 20 | 21 | 22 | 23 | 24 | 25 | 26 | 27 | 28 | 29 | 30 | 31 | 32 | 33 | 34 | 35 | 36 | 37 | 38 |
| --------- | -- | -- | -- | -- | -- | -- | -- | -- | -- | -- | -- | -- | -- | -- | -- | -- | -- | -- | -- | -- | -- | -- | -- | -- | -- | -- | -- | -- | -- | -- | -- | -- | -- | -- | -- | -- | -- | -- |
| Luogo     | T  | C  | T  | C  | T  | C  | T  | C  | T  | C  | T  | C  | T  | C  | T  | C  | T  | C  | T  | C  | T  | C  | T  | C  | T  | C  | T  | C  | T  | C  | T  | C  | T  | C  | T  | C  | T  | C  |
| Risultato | P  | P  | N  | N  | V  | N  | N  | V  | N  | N  | P  | V  | N  | P  | N  | P  | V  | N  | P  | P  | V  | P  | V  | N  | P  | N  | N  | V  | P  | P  | P  | N  | P  | N  | V  | N  | N  | N  |
| Posizione | 14 | 19 | 18 | 18 | 12 | 13 | 14 | 12 | 12 | 12 | 14 | 12 | 12 | 12 | 12 | 12 | 12 | 12 | 12 | 13 | 13 | 13 | 13 | 13 | 13 | 13 | 13 | 13 | 13 | 13 | 14 | 15 | 15 | 15 | 15 | 15 | 15 | 15 |

Legenda:

Luogo: C = Casa; T = Trasferta. Risultato: V = Vittoria; N = Pareggio; P = Sconfitta.

### Statistiche dei giocatori
| Giocatore      | Serie C  | Serie C | Serie C     | Serie C    | Coppa Italia Serie C | Coppa Italia Serie C | Coppa Italia Serie C | Coppa Italia Serie C | Totale   | Totale | Totale      | Totale     |
| Giocatore      | Presenze | Reti    | Ammonizioni | Espulsioni | Presenze             | Reti                 | Ammonizioni          | Espulsioni           | Presenze | Reti   | Ammonizioni | Espulsioni |
| -------------- | -------- | ------- | ----------- | ---------- | -------------------- | -------------------- | -------------------- | -------------------- | -------- | ------ | ----------- | ---------- |
| N. Antonelli   | 36       | 1       | 9           | 0          | 1                    | 0                    | 1                    | 0                    | 37       | 1      | 10          | 0          |
| A. Bonavolontà | 23       | 0       | 6           | 0          | 1                    | 0                    | 0                    | 0                    | 24       | 0      | 6           | 0          |
| J. Campagna    | 14       | 0       | 2           | 1          | 0                    | 0                    | 0                    | 0                    | 14       | 0      | 2           | 1          |
| W. Carboni     | 1        | 0       | 0           | 0          | 0                    | 0                    | 0                    | 0                    | 1        | 0      | 0           | 0          |
| M. Carminati   | 4        | 0       | 1           | 1          | 0                    | 0                    | 0                    | 0                    | 4        | 0      | 1           | 1          |
| P. Dametto     | 34       | 0       | 9           | 0          | 1                    | 0                    | 0                    | 0                    | 35       | 0      | 9           | 0          |
| A. Diakite     | 29       | 10      | 7           | 0          | 1                    | 0                    | 0                    | 0                    | 30       | 10     | 7           | 0          |
| C. Fabriani    | 15       | 0       | 4           | 0          | 0                    | 0                    | 0                    | 0                    | 15       | 0      | 4           | 0          |
| L. Ferrante    | 10       | 0       | 2           | 0          | 1                    | 0                    | 1                    | 0                    | 11       | 0      | 3           | 0          |
| P. Garau       | 14       | -12     | 1           | 0          | 0                    | 0                    | 0                    | 0                    | 14       | -12    | 1           | 0          |
| F. Gianola     | 29       | 1       | 8           | 1          | 1                    | 0                    | 1                    | 0                    | 30       | 1      | 9           | 1          |
| A. Girgi       | 29       | 0       | 8           | 0          | 1                    | 0                    | 0                    | 0                    | 30       | 0      | 8           | 0          |
| J. Heinz       | 9        | 0       | 3           | 0          | 1                    | 0                    | 0                    | 0                    | 10       | 0      | 3           | 0          |
| G. Lisai       | 24       | 1       | 4           | 1          | 0                    | 0                    | 0                    | 0                    | 24       | 1      | 4           | 1          |
| M. Liviero     | 27       | 1       | 3           | 1          | 0                    | 0                    | 0                    | 0                    | 27       | 1      | 3           | 1          |
| M. Lombardo    | 16       | 0       | 1           | 0          | 0                    | 0                    | 0                    | 0                    | 16       | 0      | 1           | 0          |
| F. Lora        | 35       | 0       | 11          | 1          | 0                    | 0                    | 0                    | 0                    | 35       | 0      | 11          | 1          |
| D. Luppi       | 12       | 0       | 0           | 0          | 1                    | 0                    | 0                    | 0                    | 13       | 0      | 0           | 0          |
| A. Masala      | 33       | 3       | 11          | 0          | 1                    | 0                    | 0                    | 0                    | 34       | 3      | 11          | 0          |
| B. Omoregbe    | 10       | 0       | 0           | 0          | 0                    | 0                    | 0                    | 0                    | 10       | 0      | 0           | 0          |
| R. Pinna       | 14       | 0       | 5           | 0          | 1                    | 0                    | 0                    | 0                    | 15       | 0      | 5           | 0          |
| S. Pinna       | 5        | 0       | 0           | 0          | 0                    | 0                    | 0                    | 0                    | 5        | 0      | 0           | 0          |
| F. Ruocco      | 25       | 4       | 6           | 0          | 1                    | 0                    | 0                    | 0                    | 26       | 4      | 6           | 0          |
| A. Salvato     | 25       | -24     | 0           | 0          | 1                    | -2                   | 0                    | 0                    | 26       | -26    | 0           | 0          |
| M. Sanat       | 9        | 1       | 1           | 0          | 1                    | 0                    | 0                    | 0                    | 10       | 1      | 1           | 0          |
| E. Saporiti    | 18       | 3       | 2           | 0          | 0                    | 0                    | 0                    | 0                    | 18       | 3      | 2           | 0          |
| S. Scappini    | 29       | 7       | 4           | 0          | 1                    | 1                    | 0                    | 0                    | 30       | 8      | 4           | 0          |
| L. Scotto      | 11       | 0       | 1           | 0          | 0                    | 0                    | 0                    | 0                    | 11       | 0      | 1           | 0          |
| S. Sorgente    | 6        | 0       | 0           | 0          | 0                    | 0                    | 0                    | 0                    | 6        | 0      | 0           | 0          |
| S. Suciu       | 10       | 0       | 0           | 0          | 1                    | 0                    | 0                    | 0                    | 11       | 0      | 0           | 0          |
| M. Tesio       | 1        | 0       | 2           | 0          | 0                    | 0                    | 0                    | 0                    | 1        | 0      | 2           | 0          |
| F. Teyou       | 0        | 0       | 0           | 0          | 0                    | 0                    | 0                    | 0                    | 0        | 0      | 0           | 0          |
| F. Urso        | 12       | 0       | 7           | 2          | 0                    | 0                    | 0                    | 0                    | 12       | 0      | 7           | 2          |